# Anabel Alonso
Anabel Alonso, nata Ana Isabel Alonso Gómez (Barakaldo, 11 novembre 1964), è un'attrice spagnola.

## Filmografia parziale

### Cinema
- El robobo de la jojoya, regia di Álvaro Sáenz de Heredia (1991)
- Kika - Un corpo in prestito (Kika), regia di Pedro Almodóvar (1993)
- Amor propio, regia di Mario Camus (1994)
- Los hombres siempre mienten, regia di Antonio del Real (1995)
- Las cosas del querer 2ª parte, regia di Jaime Chávarri (1995)
- Pon un hombre en tu vida, regia di Eva Lesmes (1996)
- Tu nombre envenena mis sueños, regia di Pilar Miró (1996)
- La mujer más fea del mundo, regia di Miguel Bardem (1999)
- Carne de gallina, regia di Javier Maqua (2001)
- Atasco en la nacional, regia di Josetxo San Mateo (2007)
- Ángeles S.A., regia di Eduard Bosch (2007)
- The Queen of Spain (La reina de España), regia di Fernando Trueba (2016)
- Bikes, regia di Manuel J. García (2018)
- Padre no hay más que uno, regia di Santiago Segura (2019)

### Televisione
- La bola de cristal - serie TV, 7 episodi (1987-1988)
- Los ladrones van a la oficina - serie TV, 122 episodi (1993-1997)
- Hermanas - serie TV, 25 episodi (1998)
- 7 vidas - serie TV, 150 episodi (2000-2006)
- La familia Mata - serie TV, 36 episodi (2007-2009)
- Stamos okupa2 - serie TV, 13 episodi (2012)
- Amar en tiempos revueltos - 2344 episodi (2014-in corso)

## Premi
- Fotogramas de Plata
  - 1994: "Mejor Actriz de TV" (Los ladrones van a la oficina)